# Старовский сельсовет (Егорьевский район)
Старовский сельсовет — упразднённая административно-территориальная единица, существовавшая на территории Московской губернии и Московской области до 1954 года.
Трофимовский сельсовет был образован в первые годы советской власти. По данным 1923 года он входил в состав Раменской волости Егорьевского уезда Московской губернии.
В 1924 году Трофимовский с/с был переименован в Старовский сельсовет.
По данным 1926 года сельсовет включал деревни Васильково, Козино, Левино, Старое, Трофимово, а также больница при Городецкой фабрике.
В 1929 году Старовский с/с был отнесён к Егорьевскому району Орехово-Зуевского округа Московской области.
14 июня 1954 года Старовский с/с был упразднён. При этом его территория была передана в Раменский с/с.